# 輔仁大學天主教學術研究院
天主教學術研究院（拉丁語：Fu Jen Academia Catholica）是天主教輔仁大學成立於2008年8月1日的校級研究機構，由輔大原有的5座學術研究中心改組合併而成，2009年12月28日遷至倬章樓現址。目前，該機構含括科學與宗教、士林哲學、天主教歷史、漢學、文學、和平與正義、倫理學、美學與跨藝術等8項主要研究領域，以華人世界的天主教研究重鎮為遠程目標。

## 組織
- 若望保祿二世和平對話研究中心 （页面存档备份，存于）
- 天主教史研究中心 （页面存档备份，存于）
- 士林哲學研究中心
- 科學與宗教研究中心
- 華裔學志漢學研究中心 （页面存档备份，存于）

## 外部連結
- 輔仁大學天主教學術研究院 （页面存档备份，存于）
- 天主教學術研究院 正式揭牌落成啟用 （页面存档备份，存于）